# Boleto de café
Los boletos de café se han utilizado en varios países de América, como Costa Rica, Guatemala, Honduras, Cuba, El Salvador, México, Argentina y Colombia entre otros, y son conocidos genéricamente como "fichas" o "tokens" . Su origen más probable es que debido a la escasez de monedas, los cafetaleros implementaron un sistema de pago por medio de estos boletos. Fue una especie de moneda privada con la que se le pagaba a los trabajadores y ellos a su vez los cambiaban en los comercios del pueblo.

## Aparición
Estos boletos aparecieron a mediados del siglo XIX y su uso corriente se extendió por más de 100 años, aunque inclusive hasta el día de hoy se utilizan en menor medida. La palabra propiamente "boletos de café" es referida al país de Costa Rica, donde se le conoce así al "token" (medio de pago) utilizado para las famosas cogidas o recolección de café. En cada país se les denomina de diferente manera, como es el caso de algunos países de Centroamérica donde se les llama "fichas de finca". Fueron confeccionados en materiales como bronce, cobre, plomo, celuloide, aluminio, hierro, plástico, cuero, papel, cartón y hasta hueso entre otros. Los caficultores más acomodados mandaban acuñar boletos personalizados a Europa o Estados Unidos, aunque se podían conseguir en el comercio boletos genéricos o vírgenes (cospeles) o machotes, sobre los cuales se marcaba a voluntad identificadores personales. Otros optaban por fabricarlos ellos mismos en una manera artesanal dándoles un sinfín de formas, muchas veces toscas e irregulares, o simplemente tomando cualquier pieza de metal que encontraban a mano, desde fichas de juego a monedas nacionales o extranjeras.

## Inscripciones y marcas personales
Generalmente las inscripciones más comunes son las siglas del nombre del propietario, o el nombre de la finca, pero se usaron una gran gama de símbolos y figuras. Es usual también encontrar más de un juego de marcas. Lo más lógico es suponer que las propiedades cultivadas cambiaron de dueño. Desafortunadamente mucho del significado de la simbología es un misterio.

## Perforaciones manuales
Las perforaciones manuales podrían tener tres razones. La primera para indicar un valor diferente al boleto no perforado. Generalmente las perforaciones son grandes. La segunda para evitar extraviar el o los boletos atándolos con un cordón. Y tercero para una mejor manejo y control por parte de los pagadores al poder insertarlos y organizarlos en algún tipo de dispensador.

## Explotación laboral
En algunos casos, los boletos se convirtieron en un medio de explotación del obrero agrícola, ya que solo los podían utilizar para adquirir productos en los comisariatos propiedad de los dueños, o en aquellos con los que el propietario de la hacienda tenía algún convenio, quedando circunscritas sus actividades al área de influencia de la hacienda.
De esta manera el emisor de los boletos tenía una doble ganancia: por un lado, no utilizaba el dinero que escaseaba, el cual había conseguido a través de un préstamo y que necesitaba para invertir en bienes de capital para la producción, y, por otro, obtenía ganancias por la comercialización de productos en los comisariatos. Así, los boletos representaron una forma de autofinanciamiento. Pero, además, en muchos casos el peón se veía favorecido con estas medidas, ya que de no existir estos comisariatos, tenía que trasladarse una distancia considerable para adquirir ciertos bienes de consumo diario. En muchas legislaciones laborales este sistema terminó siendo prohibido en forma expresa.